# Far Cry 4
Far Cry 4 — компьютерная игра в жанре шутера от первого лица, разработанная студией Ubisoft Montreal, при участии Ubisoft Red Storm, Ubisoft Toronto, Ubisoft Shanghai, Ubisoft Kyiv и изданная Ubisoft.
Действие игры разворачивается в Кирате, вымышленном регионе Гималаев, где главенствует самопровозглашённый диктатор Пэйган Мин.

## Сюжет
Сюжет игры вдохновлён гражданской войной в Непале. В игре рассказывается об Аджае Гейле, молодом американце киратского происхождения, который возвращается в расположенный в Гималаях Кират, чтобы развеять прах своей умершей матери. Кират когда-то управлялся королевской семьёй, прежде чем его охватила серия гражданских войн. Аджай обнаруживает, что страна находится в состоянии конфликта между Королевской армией Кирата эксцентричного и тиранического короля Пэйгана Мина и борющимся с ним повстанческим движением Золотой путь. Выбор, который сделает Аджай, определит судьбу Кирата. Однако в Кирате снова неспокойно: возрождённая организация «Золотой путь» снова противостоит Пэйгану Мину и его людям. Кроме того, Мин узнаёт о приезде сына своего давнего соперника и, похоже, строит собственные планы на его счёт. Теперь Аджаю предстоит остаться в живых посреди хаоса гражданской войны и сыграть свою роль в истории Кирата…

### Сюжет
После смерти своей матери Ишвари Аджай Гейл (Джеймс А. Вудс) возвращается в свою родную страну Кират, чтобы исполнить последнее желание Ишвари, вернув её прах Лакшмане. Однако его миссия прерывается, когда автобус подвергается нападению Королевской армии, и его встречает эксцентричный и жестокий король Пэйган Мин (Трой Бейкер). Мин убивает солдата за стрельбу по автобусу, извиняется за причинённое неудобство и тепло относится к Аджаю, прежде чем похитить его с гидом и отвезти на званый обед в особняк Поля Де Плера. После того, как его проводника забрали на допрос, Аджай сбегает с помощью командира повстанческого движения «Золотой путь» Сабала (Навин Эндрюс), которое было создано отцом Аджая Моханом Гейлом. Аджай не может покинуть страну, поскольку Королевская армия взяла под свой контроль единственный аэропорт Кирата и закрыла границы. За двадцать с лишним лет с бегства Ишвари и Аджайя из Кирата, восстание застопорилось, а Золотой Путь теперь борется за свое существование. Как сын Мохана Гейла, Аджай становится символом Золотого Пути, участники которого сплачиваются вокруг него. После освобождения группы заложников и освобождения части удерживаемой Пэйганом территории, Золотой Путь планирует разрушить его власть, расправившись с тремя его региональными губернаторами: контролирующим производство опиума и пыточную систему Полом «Де Плёром» Хармоном (Трэвис Уиллингхэм); занятой браконьерством и проституцией Нур Наджар (Милен Дин-Робик), семью которой Пэйган удерживает в заложниках; и приемной сестрой Мина и его доверенным командиром Юмой Лау (Гвендолин Йео), одержимой раскрытием секретов мистического царства Шангри-Ла.
Однако новообретенному импульсу угрожают глубокие разногласия между его командирами — Сабалом, который придерживается традиционных ценностей, и Амитой (Джанина Гаванкар), которая выступает за прогресс, в её глазах выраженный в том числе в усилении производства наркотиков на экспорт. Аджай несколько раз вмешивается, и его решения влияют на направление движения Золотого Пути. Первым павшим губернатором является Де Плер после того, как Нур помогает Аджаю найти способ проникнуть в его цитадель. Позже Амита и Сабал поручают Аджаю противостоять Нур и убить её. Она умирает на своей боевой арене: Аджай убивает её, либо Нур совершает самоубийство, узнав, что Пэйган казнил её семью за несколько лет до этого.
Поскольку Золотой Путь захватывает южные провинции Кирата, с Аджаем связывается агент ЦРУ Уиллис Хантли (Ален Гулем), который предлагает разведданные для повстанцев и страницы из дневника своего отца в обмен на убийство лейтенантов Юмы. После того, как Аджай убивает нескольких из них, Хантли признает, что они на самом деле были людьми ЦРУ, и устранение их нужно ведомство из-за того, что оно больше не рассматривает Пэйгана как угрозу. Хантли предает Аджая Пэйгану как раз в тот момент, когда Золотой Путь готовится вторгнуться в Северный Кират.
Аджай попадает в горную тюрьму Юмы, где его накачивают наркотиками и он страдает от ужасающих галлюцинаций, но ему удается сбежать. В процессе он узнает, что Юма начала презирать Пэйгана, в первую очередь из-за его привязанности к покойной матери Аджая. Золотой Путь продвигается на север, и пока Аджай пытается воссоединиться с другой фракцией повстанцев, знающий о заговоре Юмы Пэйган предает её повстанцам. Аджай втягивается в противостояние с ней и побеждает, но напряженность между Амитой и Сабалом усиливается, и Аджай вынужден принять окончательное решение относительно того, кто возглавит Золотой Путь. Какого бы лидера он ни выбрал, тот отправляет его убить проигравшего конкурента во избежание новой гражданской войны. Аджай может убить или отпустить его. После этого Золотой Путь сдерживает королевскую армию, пока главный герой отправляется во дворец Пэйгана.

### Концовки
Аджай встречает Пэйгана, который отчитывает его за побег в начале игры, утверждая, что он намеревался помочь ему. Пэйган предлагает выстрелить в него или выслушать. Если Аджай стреляет, игра немедленно заканчивается, и начинаются титры. Если вместо этого Аджай выслушает Пэйгана, то тот расскажет, что в первые дни «Золотого пути» Мохан послал Ишвари шпионить за ним, но они влюбились друг в друга, и у них родилась дочь Лакшмана, сводная сестра Аджая. Мохан убил Лакшману за предательство Ишвари, а Ишвари, в свою очередь, убила его, прежде чем покинуть страну с младенцем Аджаем. Пэйган показывает Аджаю святыню с прахом Лакшманы, и Аджай помещает прах Ишвари внутрь. Затем Пэйган садится в вертолет и мирно улетает, оставив страну в руках Аджая. Игрок может сбить вертолет Пэйгана, когда он улетает, тем самым убив его.
После этого «Золотой Путь» захватывает Кират. Окончательный финал зависит от того, на стороне какого лидера оказался Аджай. Амита превращает Кират в авторитарное наркогосударство, принуждая жителей деревень работать на фабриках и полях по производству опия, а также призывая детей в качестве солдат для борьбы против остатков Королевской армии. Аджай также узнает, что знакомую ему девочку Бхадру увезли в неизвестном направлении, «чтобы она больше никогда не приходила» и не смогла стать символом сопротивления новому режиму. При Сабале Кират станет патриархальной фундаменталистской теократией, где все сторонники Амиты будут казнены, женщинам будет отказано в основных политических правах, а Бхадра станет религиозным символом, вокруг которого страна сплотится. У игрока есть выбор: убить лидера Золотого Пути или оставить его в живых.
В начале игры есть секретная концовка: Аджай должен просто подождать за обеденным столом в особняке Пэйгана; когда тот возвращается, он благодарит Аджая за то, что он «джентльмен», и ведет его к святыне Лакшманы, рассказывая Аджаю историю своей семьи. После того, как Аджай помещает прах своей матери в святыню, Пэйган предлагает Аджаю присоединиться к нему, чтобы «наконец-то пострелять из какого-то чертового оружия».

## Разработка
В интервью директор Марк Томпсон (англ. Mark Thompson) рассказал, что он хотел бы, чтобы сюжет игры был другой, он почувствовал, какой сюжет был в Far Cry 3. В Far Cry 3 открытый мир и геймплей не сочетались, так как они позволяли игроку выполнять долгие акты разведки, несмотря на ситуации в сюжете, которые были критичны по времени. Для Far Cry 4 были предприняты усилия, чтобы открытый мир, геймплей и истории дополняли друг друга. Кроме того, авторы решили минимизировать количество закадровых голосов персонажей, чтобы позволить игроку лучше погрузиться в роль, и добавили чёрный юмор для решения контраста между тяжёлым насилием и забавами игрока во время игры.
Разработчики игры посетили Непал, где изучали местную флору и фауну, а также взяли интервью у нескольких ветеранов гражданской войны 1996—2006 годов, под влиянием которой создавался сюжет.
В 2025 году Алекс Хатчинсон сказал в интервью Edge, что создатели обсуждали нереализованную идею, согласно которой игроки могли помогать Пэйгану Мину и возвращать ему захваченные аванпосты, если сомневались в выборе союзников. В этом заключалась бы свобода самовыражения и «прелесть всего жанра».

### Сеттинг и персонажи
Кират представляет собой вымышленную страну в районе Гималаев, при создании которой разработчики объединили и преувеличили элементы из реальных регионов, включая Индию, Непал и Тибет. Размер карты аналогичен Far Cry 3, но она более плотная, разнообразная и имеет более разнообразную среду. Разработчики надеялись, что игроки смогут испытать чувство исследования, путешествуя между различными ландшафтами. Команда также надеялась, что новая локация сможет быть правдоподобной, оставаясь при этом интересной для игроков. В результате они создали личность Кирата, добавив в игру различные вывески и создав вымышленную мифологию и религию. Мир игры также был разработан с учётом внедрения новых функций, таких как вертолет и крюк для захвата. Стремясь сделать мир более реальным, команда улучшила дизайн побочных квестов. Вместо того, чтобы просто выполнять задания для игроков, квесты основаны на повествовании, что было сделано для усиления связи между ними и миром. Чтобы повысить доверие к игровому миру, студия отправила команду в Непал, чтобы изучить и задокументировать местную культуру, чтобы они могли вернуть эти идеи в студию. По словам разработчика, поездка изменила дизайн игры; акцент сместился с вдохновленного реальной гражданской войной в Непале противостояния,на разработку уникальных и интересных персонажей.
Одним из самых популярных персонажей игры является её главный антагонист — иностранный преступник Пэйган Мин, узурпировавший власть над Киратом у его королевской семьи и названный разработчиками в честь исторического бирманского короля в преданиях серии. Команда надеялась, что игроки будут «шокированы, поражены и заинтригованы» им в каждой встрече. У Мина сложные отношения с игровым персонажем Гейлом, поскольку команда хотела, чтобы игроки угадывали намерения Мина и добавляли ему загадочности. Изначально команда надеялась создать злодея с «менталитетом панк-рокера», но от этой идеи отказались, поскольку команда посчитала, что концепция не оригинальна. Розовый костюм, который Мин носит на протяжении всей игры, был вдохновлен персонажем из Бита Такэси из фильма «Брат якудзы», и Какихарой из фильма «Убийца Ити». Мин был задуман как уверенный в себе садист, и для его озвучания был нанят Трой Бейкер из-за харизматичности голоса. По словам Бейкера, Ubisoft дала ему сценарий для прослушивания, но он решил не следовать ему, а вместо этого решил в стиле Мина пригрозить отрезать лицо помощнику. Интервьюер был очень доволен выступлением Бейкера и решил подписать его на эту работу. Что касается Гейла, он был задуман как «полупустой», а его предыстория раскрывалась по мере прохождения игроками сюжета игры. По словам сценариста игры Марка Томпсона, Гейл изучает историю и культуру Кирата вместе с игроками. Разработчики также надеялись, что Гейл станет доступным персонажем для игроков.
Оглядываясь назад, команда сочла историю Far Cry 3 «великолепной», хотя они думали, что она отделена от игрового мира. Чтобы повысить свободу действий игроков и сделать историю более связанной с миром для игроков, команда представила разветвленную сюжетную линию, которая требовала от игроков делать выбор, который давал разные результаты и менял концовку игры. Команда надеялась, что, добавление вариантов выбора даст дополнительную глубину и смысл игровой кампании. Томпсон добавил, что они перекрутили историю Far Cry 3 для Far Cry 4 и сделали посторонних злодеями, а не героями. Команда посчитала это «риском», но хотела попробовать что-то другое.
Для миссии Шангри-Ла команда хотела иметь структуру, аналогичную грибным миссиям Far Cry 3 — игра в игре. Миссии в Шангри-Ла не связаны с Киратом, но играют важную роль в повествовании игры. При создании этих сегментов команда уделяла большое внимание использованию цветов. Они надеялись, что художественное видение Far Cry 4 не будет похоже на другие шутеры. Первоначально он был задуман как небольшой открытый мир, но позже был преобразован в линейный из-за нехватки времени и наличии огромных творческих различий между разработчиками. Позже команда решила упростить его и преобразовала в «древний природный мир». Он состоит из пяти разных цветов. Основной цвет Шангри-Ла — золотой, который по задумке разработчиков добавил «теплоты» стране грез. Между тем красный цвет активно использовался для придания ощущения странности, а также для установления связи с повествованием и сюжетом игры. Оранжевый использовался как цвет взаимодействия, а белый — для придания чистоты миру. Синий — последний из основных цветов Шангри-Ла, олицетворяющий опасность и честь.

### PlayStation Plus
Игра разрабатывается для предоставления абонентам PlayStation Plus особой функции, «пригласить друзей для того чтобы играть совместно», даже если эти друзья не владеют игрой. Игрокам выдаются десять приглашений, которые они могут затем отправить указанным друзьям, которые смогут скачать игру и играть вместе с принимающим игроком (игровая сессия ограничена — 1 ключ на 2 часа) на экспериментальной основе.

## Издания
Ubisoft выпустило три различных издания Far Cry 4. «Ограниченное издание» (англ. Limited Edition) включает в себя DLC «Искупление Хёрка», (англ. Hurk's Redemption) издание будет предложено тем, кто предварительно заказал игру. «Издание Кират» (англ. Kyrat Edition), будет включать статуэтку Пэйгана Мина, карту Кирата, пропагандистский плакат, журнал и коллекционную коробку, и «Искупление Хёрка» в DLC. В то время как стандартное издание будет включать в себя только игру.
| Игра                                   | Да  | Да  | Да  | Да  |
| Фигурка Пэйган Мина (30 см.)           | Нет | Нет | Нет | Да  |
| Журнал путешественника                 | Нет | Нет | Нет | Да  |
| Эксклюзивная коллекционная коробка     | Нет | Нет | Нет | Да  |
| Карта игрового мира                    | Нет | Нет | Нет | Да  |
| Агитационный плакат                    | Нет | Нет | Нет | Да  |
| Цифровой контент                       |     |     |     |     |
| Season Pass                            | Нет | Нет | Да  | Нет |
| Дополнение: Искупление Хёрка           | Нет | Да  | Нет | Да  |
| Эксклюзивное оружие: гарпун Пронзатель | Нет | Да  | Нет | Да  |

## Релиз
Поскольку Far Cry 3 имела коммерческий успех, Ubisoft считала серию Far Cry одним из своих самых важных брендов и намекнула, что продолжение находится в разработке в июне 2013 года. 3 октября 2013 года Мартинес упомянул, что работает над саундтреком к игре. В марте 2014 года просочилась информация о настройке и функциях игры. Об игре было официально объявлено 15 мая 2014 года, а первые кадры игрового процесса были показаны на выставке Electronic Entertainment Expo 2014. Обложка игры, на которой светлокожий Пэйган Мин кладет руку на темнокожего человека, вызвал споры и обвинения в расизме. Позже Хатчинсон ответил и пояснил, что Пэйган Мин не белый человек и что другой изображенный человек не является главным героем игры. Хатчинсон добавил, что реакция сообщества на обложку была «неудобной».
В дополнение к стандартной версии можно приобрести ограниченное издание игры. В этом издании представлены дополнительные внутриигровые миссии и гарпунное ружье Impaler. Ограниченное издание было бесплатным обновлением для игроков, оформивших предварительный заказ на игру. Также было объявлено о выпуске Kyrat Edition, который содержит коллекционную коробку, плакат, журнал, карту Кирата, фигурку Пэйгана Мина и миссии из ограниченного выпуска. Игроки также могут приобрести дающий доступ к дополнительному контенту сезонный абонемент, включая новый соревновательный многопользовательский режим, миссию «Шприц», миссии из ограниченного издания и две другие части загружаемого контента. Разработанная Ludomade Far Cry 4: Arena Master вышла приложением для iOS и Android.
Far Cry 4 вышла 18 ноября 2014 года для платформ PlayStation 3, PlayStation 4, Windows, Xbox 360 и Xbox One. Версии для PlayStation 4, Windows и Xbox One отличаются более высокой визуальной точностью, например, более высоким разрешением текстур и меха животных. Игра поддерживалась загружаемым контентом при запуске. Первое дополнение «Побег из Дургеша» с новой миссией в основной кампании вышло 13 января 2015 года. Дополнение Overrun, которое добавило новые карты, новое транспортное средство и новый режим в соревновательную многопользовательскую игру, было выпущено 10 февраля 2015 года для консолей и 12 февраля 2015 года для ПК. 28 января 2015 года вышел Hurk Deluxe Pack, давший несколько сюжетных миссий и видов оружия. Последнее загружаемое дополнение «Долина йети» с новым регионом и набором сюжетных миссий вышло 10 марта 2015 года в Северной Америке и 11 марта 2015 года в Европе. Игра была выпущена для Amazon Luna 23 ноября 2020 года. 4 апреля 2025 года Ubisoft выпустила обновление для Windows с цензурой, скрывавшей обнажённые части тела у женщин и Аджая. Представитель компании заявил, что произошла ошибка — контент, предназначенный только для японской версии игры, случайно попал в Steam, но проблема была устранена.

## Продажи
Ubisoft ожидала, что в первый год выпуска игры будет продано не менее шести миллионов копий. Far Cry 4 стала самой продаваемой игрой и самым успешным запуском в этой серии и была второй по популярности в Великобритании для всех форматов в первую неделю релиза. Игра была также шестой самой продаваемой игрой в США по версии The NPD Group. По состоянию на 31 декабря 2014 года было продано около 7 миллионов копий.

## Награды
Игра получила награду «Лучший шутер» от IGN. Игра была номинирована на «Лучшее художественное достижение», «Лучший игровой дизайн», «Лучшая музыка», «Лучший исполнитель» (Трой Бейкер) и «Лучший сюжет» на British Academy Games Awards. На DICE Awards Far Cry 4 был номинирован на «Игра года», «Экшн-игра года», «Отличные достижения в звуковом дизайне», «Отличные технические достижения и выдающиеся достижения в игровом дизайне», а также получил премию «За выдающиеся достижения в оригинальной музыкальной композиции». На BAFTA Game Awards игра выиграла в номинации «Лучшая музыка». В 2014 году Far Cry 4 выиграл в номинациях «Игра года» и «Направление искусства» в Национальной академии видеорекламы и получила номинации: «Использование звука», «Звуковое редактирование в игровом кинотеатре», «Графика», «Техническое исполнение», «Игровой дизайн» и другие.

## Критика
| Сводный рейтинг       | Сводный рейтинг                           |
| Агрегатор             | Оценка                                    |
| --------------------- | ----------------------------------------- |
| GameRankings          | (XONE) 85,92 % (PS4) 83,76 % (PC) 81,00 % |
| Metacritic            | (PS4) 85/100 (XONE) 82/100 (PC) 80/100    |
| OpenCritic            | 84/100                                    |
| «Критиканство»        | 87/100                                    |
| Иноязычные издания    |                                           |
| Издание               | Оценка                                    |
| 4Players              | 7/10                                      |
| Destructoid           | 9/10                                      |
| EGM                   | [ 71 ]                                    |
| Eurogamer             | 8/10                                      |
| Game Informer         | 8,75/10                                   |
| GameRevolution        | [ 74 ]                                    |
| GameSpot              | 7/10                                      |
| GamesRadar+           | [ 76 ]                                    |
| GameStar              | 87/100                                    |
| GameTrailers          | 8,6/10                                    |
| Giant Bomb            | [ 79 ]                                    |
| Hardcore Gamer        | 4/5                                       |
| IGN                   | 8,5/10                                    |
| Jeuxvideo.com         | 16/20                                     |
| Joystiq               | [ 83 ]                                    |
| PC Gamer (US)         | 89/100                                    |
| Polygon               | 9/10                                      |
| Push Square           | 9/10                                      |
| Shacknews             | 8/10                                      |
| The Daily Telegraph   | [ 88 ]                                    |
| The Guardian          | [ 89 ]                                    |
| USgamer               | 3,5/5                                     |
| VideoGamer            | 8/10                                      |
| AusGamers             | 8/10                                      |
| Русскоязычные издания |                                           |
| Издание               | Оценка                                    |
| 3DNews                | 8/10                                      |
| Absolute Games        | 85 %                                      |
| GameMAG.ru            | 8/10                                      |
| «IGN Россия»          | 9/10                                      |
| PlayGround.ru         | 8,4/10                                    |
| Riot Pixels           | 72 %                                      |
| StopGame.ru           | Изумительно                               |
| «Игромания»           | 8/10                                      |
| «Игры Mail.ru»        | 8,5/10                                    |
| «Канобу»              | 9/10                                      |

Обложка Far Cry 4 была подвергнута критике некоторыми обозревателями за изображение блондина с матовыми волосами и светлой кожей, держащего в явно угнетённом положении человека с азиатской внешностью и более тёмной кожей. Из-за этого разработчикам были предъявлены обвинения в расизме. Также возникали предположения о нетрадиционной ориентации главного злодея. Впрочем, Ubisoft вскоре опровергли оба этих утверждения, заявив, что обложка является лишь маркетинговым ходом.
Сайт «Игромания» поставил Far Cry 4 восемь с половиной баллов из десяти. Журналист отметил великолепную реализацию открытого мира, интересные перестрелки и красивые пейзажи. Обозреватель подверг критике скомканный сюжет и однообразные побочные задания.
| Свою шутерную песочницу в Far Cry 4 разработчики довели почти до идеала, но по пути не сумели собрать из кучки интересных образов убедительный сюжет. Прямо закон сохранения массы: раз где-то прибыло, то где-то обязательно убудет. — «Игромания» |

### Комментарии
1. ↑  Действие загружаемого контента "Побег из тюрьмы Дургеш" происходит в этот момент истории.